# Agrotis adolfi
Agrotis adolfi là một loài bướm đêm trong họ Noctuidae.